# Chironomus ventralis
Chironomus ventralis är en tvåvingeart som först beskrevs av Jean-Jacques Kieffer 1918.  Chironomus ventralis ingår i släktet Chironomus och familjen fjädermyggor.
Artens utbredningsområde är Singapore. Inga underarter finns listade i Catalogue of Life.